# Myosotis krylovii
Myosotis krylovii är en strävbladig växtart. Myosotis krylovii ingår i släktet förgätmigejer, och familjen strävbladiga växter.

## Underarter
Arten delas in i följande underarter:
- M. k. collucata
- M. k. krylovii